# Ulysses Guimarães
 (octobre 2023).
Si vous disposez d'ouvrages ou d'articles de référence ou si vous connaissez des sites web de qualité traitant du thème abordé ici, merci de compléter l'article en donnant les références utiles à sa vérifiabilité et en les liant à la section « Notes et références ».
Ulysse Silveira Guimarães (6 octobre 1916 – 12 octobre 1992) est un homme politique et avocat brésilien. Il a joué un rôle important dans l'opposition à la dictature militaire au Brésil et dans la lutte pour restaurer la démocratie dans le pays.
ll est considéré comme le « grand-père de la démocratie brésilienne ».
Il est mort dans un accident d'hélicoptère sur le rivage près d'Angra dos Reis, dans le sud de l'État de Rio de Janeiro .

## Biographie
Ulysse Silveira Guimarães est né dans le village d'Itaqueri da Serra, aujourd'hui un district d'Itirapina, qui faisait alors partie de Rio Claro, dans l'État de São Paulo. Il a eu une vie académique active, participant au Centre Académique du XI Août (Centro Acadêmico XI de Agosto) et exerçant la vice-présidence de l'Union Nationale des Etudiants (União Nacional dos Estudantes). Guimarães est diplômé en droit et sciences sociales, à la Faculté de droit de l'université de São Paulo (USP).

## Vie professionnelle
Il a enseigné pendant plusieurs années à la faculté de droit de l'Université Mackenzie, où il est finalement devenu professeur de droit international public. Il a enseigné le droit municipal à la Faculté de droit d'Itu et le droit constitutionnel à la Faculté de droit de Bauru. Il s'est spécialisé en droit fiscal.
Ulysses Guimarães a travaillé au Santos Futebol Clube à partir du 10 janvier 1941 . En 1942, il est nommé directeur général des bureaux du club à São Paulo, poste qu'il reprend en 1945. En 1944, il est élu vice-président du club.
Il a été élu député d'État de São Paulo, pour l'Assemblée constituante de 1947, par le Parti social-démocrate (PSD). Depuis lors, Guimarães a été élu député fédéral de l'État pour onze mandats consécutifs de 1951 à 1995 (sans avoir terminé le dernier mandat).

## Ministre
Guimarães est ministre de l'Industrie et du Commerce auprès du Premier Ministre du gouvernement brésilien Tancredo Neves, pendant sa courte expérience parlementaire au Brésil (1961-1962). D'abord il se félicite de la prise de pouvoir militaire de 1964, mais il se tourne rapidement vers l'opposition (politique). Avec l'introduction du bipartisme (1965), il rejoint le Mouvement démocratique brésilien, dont il sera vice-président puis président. Il fut président du Parlement latino-américain de 1967 à 1970.

## Lutte pour l'ouverture politique
En 1973, il lance son « anticandidature » symbolique à la présidence pour les élections de 1974 comme une forme de répudiation du régime militaire, ayant comme colistier le journaliste et ancien gouverneur de Pernambuco, Barbosa Lima Sobrinho. C'était la première fois durant l'ère militaire que le MDB présentait un candidat. À l’époque, le président était élu au suffrage indirect par une session conjointe du Congrès national. Le parti officiel de l'armée, le Parti de l'Alliance rénovatrice nationale (ARENA), disposait d'une telle majorité dans les deux chambres que le candidat de l'ARENA ne pouvait pas être vaincu. Comme prévu, Guimarães a perdu face au candidat militaire, Ernesto Geisel, avec seulement 76 voix.
Le 29 novembre 1976, lors de l'Assemblée plénière Tiradentes de l'Assemblée législative de São Paulo, il fonde l'OPB - Ordre des Parlementaires du Brésil, une association de classe sans attaches partisanes, religieuses ou sociales, dont il est le patron. Avant son parti, il a participé à toutes les campagnes en faveur du retour à la Démocratie, y compris la lutte pour une amnistie large, générale et sans restriction. Avec la fin du bipartisme (1979), le MDB devient le Parti du mouvement démocratique brésilien (PMDB), dont il sera le président national.

## Action politique
Avec Tancredo Neves, Orestes Quércia et Franco Montoro, Guimarães a mené de nouvelles campagnes de démocratisation telles que les élections directes, communément connues sous le slogan : Diretas Já. Ulysse Guimarães était presque candidat à la présidence de la République en 1985 par le PMDB, lors des élections au collège électoral. Les articulations politiques de l'époque ont finalement conduit à l'élection d'une liste « mixte » avec Tancredo Neves comme candidat présidentiel du PMDB et José Sarney, ex-PDS/Frente Libéral, comme colistier.
Le ticket Neves/Sarney a remporté une victoire écrasante. Cependant, Neves est tombé gravement malade dans les semaines qui ont précédé son investiture, et il est vite devenu évident qu'il serait trop malade pour prêter serment comme prévu le 15 mars. Plusieurs hommes politiques ont fait valoir que Guimarães, qui avait été élu président de la Chambre des députés, aurait dû devenir président par intérim. Ils ont adopté la ligne selon laquelle Sarney devrait prêter serment aux côtés de Neves, car il n'avait été élu vice-président que parce qu'il était le candidat à la vice-présidence de Neves. Cependant, Guimarães lui-même a soutenu que Sarney devrait assumer le poste de président par intérim, puisque la tâche principale du vice-président était de remplacer le président lorsque cela était nécessaire. En conséquence, Sarney a prêté serment en tant que vice-président et est immédiatement devenu président par intérim, devenant officiellement président à la mort de Neves le 21 avril.
Guimarães a été président de la Chambre des députés pendant trois périodes (1956-1958, 1985-1987 et 1987-1989), présidant l'Assemblée nationale constituante en 1987-1988. La nouvelle Constitution de 1988, dans laquelle il a joué un rôle déterminant, a été promulguée le 5 octobre 1988 et a été appelée par lui Constitution citoyenne, en raison des avancées sociales incorporées dans le texte. En raison de sa grande popularité, il s'est présenté à la présidence du PMDB aux élections directes de 1989, remportées par Fernando Collor.

## Mort
Il meurt dans un accident d'hélicoptère au large d'Angra dos Reis, à Rio de Janeiro, le 12 octobre 1992, avec son épouse D. Mora, l'ancien sénateur Severo Gomes, son épouse et le pilote. Le corps de Guimarães n'a jamais été retrouvé .

## Œuvres
- Vie exemplaire de Prudente de Morais, 1940
- Navegar é préciso, Viver não é préciso, 1973
- Socialisation du droit, 1978
- Espérance et Mudança, 1982
- Tentative, 1983
- Diretas Ja, 1984
- PT Saudações, 1988
- Da Fé fiz Companheira, 1989
- Ou Mudamos ou seremos Mudados, 1991
- Parlementarisme – Além de ser mais forte, substitui um régime fraco, février 1992.